# Награда Лазар Комарчић
Награду додељује Друштво љубитеља фантастике „Лазар Комарчић“ из Београда за најбоља дела из области фантастике.

## За дела објављена 1984. године
- домаћа прича: Андрија Лаврек, „Немачка 1942.“
- домаћа новела: Бобан Кнежевић, „Против Ирвинга“
- домаћи роман: Никола Панић, Регата Плерус
- страна прича: недодељена
- страни роман: Фредерик Пол, Капија 2
- преводилачки рад: Александар Б. Недељковић, Паване
- ликовни уметник: Жељко Пахек

## За дела објављена 1985. године
- домаћа прича: недодељена
- домаћа новела: Бобан Кнежевић, „Ноћ која неће доћи“
- домаћи роман: Борислав Пекић, 1999.
- страна прича: Данијел Кејз, „Цвеће за Алџернона“
- страни роман: Роџер Зелазни, Господар Светлости
- преводилачки рад: Александар Б. Недељковић и Бранислав Бркић, Кантикулум за Лајбовица
- ликовни уметник: Жељко Пахек и Добросав Боб Живковић

## За дела објављена 1986. године
- домаћа прича: недодељена
- домаћа новела: Радмило Анђелковић, „Варница“
- домаћи роман: недодељена
- страна прича: Роберт Силверберг, „Пловидба за Византију“
- страни роман: Џо Халдеман, Вечити рат
- преводилачки рад: Зоран Јакшић, Аутостоперски водич кроз Галаксију
- ликовни уметник: Добросав Боб Живковић

## За дела објављена 1987. године
- домаћа прича: Драган Р. Филиповић, „Говнокрадица“
- домаћа новела: Владимир Лазовић, „Соколар“
- домаћи роман: Зоран Јакшић, Крадљивци универзума
- страна прича: недодељена
- страни роман: Роберт Силверберг, Умирање изнутра
- преводилачки рад: Александар Б. Недељковић „У арени прозе“
- ликовни уметник: Игор Кордеј

## За дела објављена 1988. године
- домаћа прича: Бобан Кнежевић, „Дан четрнаести“
- домаћа новела: Зоран Нешковић, „Предвече се никако не може...“
- домаћи роман: Борислав Пекић, Атлантида и Драган Р. Филиповић, Златна књига
- страна прича: Роберт Силверберг, „Прича Слободара“
- страни роман: Филип К. Дик, Теците сузе моје, рече полицајац
- преводилачки рад: Зоран Јакшић, Алеја проклетства
- ликовни уметник: Добросав Боб Живковић

## За дела објављена 1989. и 1990. годину:
- домаћа прича: Слободан Ивков, „О напредовању пољопривреде, уопште“
- домаћа новела: Драган Р. Филиповић, „Бежим у ноћ“
- домаћи роман: Предраг Раос, Null effort
- страна прича: Роберт Силверберг, „Гилгамеш у Пограничју“
- страни роман: Роберт Силверберг, Књига лобања
- ликовни уметник: Добрило Николић, Ратомир Димитријевић и Сека Кресовић-Бунета за корицу Енциклопедије научне фантастике

## За дела објављена 1991. године
- домаћа прича: Зоран Јакшић, „Ја сакупљам сате“
- домаћа новела: Зоран Јакшић, „Дубрава“
- страна прича: Урсула К. Легвин, „Буфало цуре, нећете ли изаћи вечерас?“
- страни роман: Стивен Кинг, То

## За дела објављена 1992. године
- домаћа прича: Зоран Јакшић, „О зебри и ибису“
- домаћа новела: Зоран Јакшић, „Јека“
- домаћи роман: Горан Скробоња, Накот
- страна прича: Џорџ Р. Р. Мартин, „Трговина кожом“
- страни роман: Филип К. Дик, Три стигмате Палера Елдрича

## За дела објављена 1993. године
- домаћа прича: Бобан Кнежевић, „Онај који нема душу“
- домаћа новела: Горан Скробоња, „Гумена душа“
- домаћи роман: Бобан Кнежевић, Црни цвет
- страна прича: Џо Халдеман, „Хемингвејевска обмана“
- страни роман: Ден Симонс, Хиперион и Пад Хипериона

## За дела објављена 1994. године
- домаћа прича: Бобан Кнежевић, „Просјак и коцкар“
- домаћа новела: Владимир Лазовић, „Преко дуге“
- домаћи роман: Слободан Ненин, Дивљи багрем и чуваркућа
- страна прича: Ден Симонс, „У загрљају зубатих жена“
- страни роман: Вилијам Гибсон, Мона Лизин натпогон

## За дела објављена 1996. године
- домаћа прича: Иван Нешић, „Trick or Treat“
- домаћа новела: Горан Скробоња, „Свети рат“
- домаћи роман: Зоран Јакшић, Крадљивци универзума
- преводилачки рад: Горан Скробоња, Плави мотел
- специјална награда: Владимиру Весовићу за идејно решење књиге Толкина

## За дела објављена 1997. године
- домаћа прича: Илија Бакић, „Истините лажи о рату светова“
- домаћа новела: Горан Скробоња, „Супернова“
- домаћи роман: Радмило Анђелковић, Сва вучја деца
- специјална награда: Зоран Живковић (писац) и Издавачки атеље „Поларис“ за дугогодишњи допринос развоју НФ-а

## За дела објављена 2002. године
- прича:
- новела: Горан Скробоња, „Црвено небо над пољима иловаче“
- роман: Радмило Анђелковић и Даниел Рељић, Грбовник

## За дела објављена 2003. године
- прича: Радмило Анђелковић, „Обичан дан за пецање“
- новела: Зоран Јакшић, „Бездан“
- новела: Владимир Лазовић и Владимир Весовић, „Бели витез“
- роман: Драган Р. Филиповић, Казабланка

## За дела објављена 2004. године
- прича: Ото Олтвањи, „Ретка крвна група“
- новела: Дарко Тушевљаковић, „Успон планином погрешних поступака“
- роман: Ратко Р. Радуновић, Ми нисмо болесни
- преводилачки рад: Ото Олтвањи, Златна крв Луцијуса Шепарда
- специјална награда: Политикин забавник, који већ годинама објављује минијатуре НФиФ аутора
- специјална награда: портал www.screaming-planet.com, за мултимедијални магазин Monthly Scream

## За дела објављена 2005. године
- роман: Мирјана Новаковић, Johann's 501
- превод: Ружица Росић и Сава Росић, за Вукодав Марије Семјонове

## За дела објављена 2006. године
- прича: Слободан Шкеровић, „Блер Алфа“
- роман: Мирна Закић, Страва у улици куге, Народна књига-Алфа
- преводилачки рад: Зоран Пеневски, Изгубљена у доброј књизи Џаспера Форда, Океан
- награда за допринос српској фантастици: Радмило Анђелковић